# Vale Montjoie
O Vale Montjoie encontra-se na região de Ródano-Alpes, no departamento da Alta Saboia, na França, e que a partir de Passy parte na perpendicular do vale do Arve em direcção de Contamines-Montjoie, passando por Saint-Gervais-les-Bains.
Pequeno vale mais precisamente entre Contamines e o colo do Bonhomme oferece uma grande variedade de paisagens tais como cascadas, impressionantes desfiladeiros, calmas pastagens, floresta, quintas e aldeias tradicionais de montanha, e o todo com o maciço do Monte Branco, a Agulha de Bionnassay  como papel de fundo.
Ao fundo do vale onde corre o Bon-Nant encontra-se a capela de Notre-Dame-de-la-Gorge